# Hainklingengraben
Der Hainklingengraben ist der etwa 11⁄2 Kilometer lange erste linke Zufluss der Bibert im mittelfränkischen Landkreis Ansbach.

## Geographie

### Verlauf
Der Hainklingengraben entspringt im Naturpark Frankenhöhe auf einer Höhe von 459 m ü. NHN etwa 200 m östlich des zur Marktgemeinde Flachslanden gehörenden Gemeindeteils Hainklingen. Die Quelle liegt nur etwa 50 Meter südöstlich der Staatsstraße 2245 (Hochstraße) an der Hangkante der 474 m ü. NHN erreichenden Hochfläche Plattenhöhe.
Der Bach fließt zunächst in östlicher Richtung an Streuobstbeständen vorbei und erreicht dann durch Wiesenflächen den Südwestrand des Dorfs Hainklingen. An diesem läuft er teilweise verdolt durch den Ortssaum. Er kreuzt dabei einen Wirtschaftsweg und fließt durch Ackerland an einem kleinen Teich am linken Ufer vorbei, dann an der Nordseite eines kurzen Waldstreifen und unterquert danach am Ortsende die das Biberttal hinunterlaufende AN 24. Nunmehr auf der Nordostseite der Kreisstraße fließt der Bach durch Ackerland und erreicht nach etwa einem halben Kilometer an einer Feldwegquerung die Gemeindegrenze von Flachslanden zu Rügland.
Nach weniger als 150 Metern weiter der Grenze entlang mündet er schließlich nordwestlich des zur Gemeinde Rügland gehörenden Dorfes Obernbibert auf einer Höhe von 407 m ü. NHN von links in die aus dem Bibertgrund im Südwesten kommende junge Bibert.
Der etwa 2,3 km lange Lauf des Hainklingengrabens endet ungefähr 52 Höhenmeter unterhalb seiner Quelle, er hat somit ein mittleres Sohlgefälle von etwa 36 ‰.

### Einzugsgebiet
Das etwa 1,3 km² große Einzugsgebiet des Hainklingengrabens liegt im Naturraum Bibert-Schwabach-Rezat-Platten und wird durch ihn über die Bibert, die Rednitz, die Regnitz, den Main und den Rhein zur Nordsee entwässert.